# Nódulos de Heberden
Los nódulos de Heberden son nudosidades palpables que aparecen en las articulaciones interfalángicas distales de las manos. Son frecuentes en procesos de artrosis.  Están formados por osteofitos. 
Afectan de forma simétrica a ambas manos y provocan una discreta limitación de la extensión de la articulación.